# Hietaniemibegraafplaats
De Heitaniemibegraafplaats (Fins: Hietaniemen hautausmaa, Zweeds: Sandudds begravningsplats) is de staatsbegraafplaats van Finland in de hoofdstad Helsinki. De begraafplaats heeft een apart militair gedeelte voor de gevallen soldaten tijdens de Winteroorlog, Vervolgoorlog en de Laplandoorlog. In het centrum van het militaire gedeelte liggen de graven van een onbekende soldaat en legeraanvoerder Carl Gustaf Mannerheim.

## Bekende mensen
Bekende mensen begraven of gecremeerd in Hietaniemi zijn bijvoorbeeld:
- Alvar Aalto, ontwerper en architect
- Kaarlo Bergbom, schrijver en theaterdirecteur
- Erik Bergman, componist
- Paavo Cajander, dichter
- Carl Ludvig Engel, Duitse stadsarchitect van Helsinki
- Kaj Franck, ontwerper
- Lucina Hagman, feminist, pedagoog en politica
- Tony Halme, worstelaar, bokser, politicus, schrijver, acteur en zanger
- Tove Jansson, kinderboekenschrijfster
- Maria Jotuni, schrijver
- Urho Kekkonen, president van Finland
- Mauno Koivisto, president van Finland
- Toivo Kuula, componist
- Leevi Madetoja, componist
- Carl Gustaf Mannerheim, legeraanvoerder en president van Finland
- Aarre Merikanto, componist
- Oskar Merikanto, componist
- Juho Kusti Paasikivi, president van Finland
- Lauri Kristian Relander, president van Finland
- Risto Heikki Ryti, president van Finland
- Janis Rozentāls, Letse schilder
- Timo Sarpaneva, Fins glaskunstenaar en ontwerper
- Eemil Nestor Setälä, politicus
- Kaarlo Juho Ståhlberg, president van Finland
- Zacharias Topelius, schrijver en rector van de Universiteit van Helsinki
- Mika Waltari, schrijver
- Tapio Wirkkala, Fins glaskunstenaar en ontwerper